# 益州都督府
益州都督府，唐朝的都督府。
武德元年（618年）于益州置总管府，三年罢总管府，置西南道行台，九年罢行台，置都督府，督益、绵、简、嘉、陵、雅、眉、濛、犍、邛十州，并督嶲、南宁、会三州都督府。貞觀十年（636年）督益、绵、简、嘉、陵、雅、眉、邛八州并茂、嶲两都督府。龙朔二年（662年）升为大都督府。天宝督剑南三十八郡。辖境相当今四川省茂县、江油市以南，沱江以西，大雪山以东和云南北半部地区。天宝节度使兴起后，所辖各州归属剑南节度使，节度使的职事官为益州大都督府长史。
| 唐朝益州都督府辖州 | 唐朝益州都督府辖州                                                                         |
| ------------------ | ------------------------------------------------------------------------------------------ |
| 626年—627年        | 益州、简州、陵州、嘉州、邛州、雅州、眉州、绵州、濛州、犍州                                 |
| 627年—628年        | 益州、简州、陵州、嘉州、邛州、雅州、眉州、绵州、濛州（梓州、遂州、普州、资州来属，废犍州） |
| 628年—651年        | 益州、简州、陵州、嘉州、邛州、雅州、眉州、绵州（梓州、遂州、普州、资州改属剑南道，废濛州） |
| 651年—665年        | 益州、简州、陵州、嘉州、邛州、眉州、绵州（雅州改属雅州都督府）                             |
| 665年—676年        | 益州、简州、陵州、嘉州、邛州、眉州、绵州（增设沐州）                                       |
| 676年—682年        | 益州、简州、陵州、嘉州、邛州、眉州、绵州（废沐州）                                         |
| 682年—686年        | 益州、简州、陵州、嘉州、邛州、眉州、绵州（雅州来属）                                       |
| 686年—688年        | 益州、简州、陵州、嘉州、邛州、眉州、绵州、雅州（增设蜀州、汉州、彭州）                     |
| 688年—719年        | 益州、简州、陵州、嘉州、邛州、眉州、绵州、蜀州、汉州、彭州（雅州改属雅州都督府）           |
| 719年—720年        | 益州、简州、陵州、嘉州、邛州、眉州、绵州、蜀州、汉州、彭州（增设义州）                     |
| 720年—使职化       | 益州、简州、陵州、嘉州、邛州、眉州、绵州、蜀州、汉州、彭州（废义州）                       |

唐朝益州大都督
- 竇軌（620年－627年）
- 李恪（628年－631年）
- 李愔（636年－639年）
- 李上金（652年－659年）
- 李顯（？－677年）
- 李千里（705年－707年）
- 李撝（712年－714年）
- 李琩（727年－735年）

唐朝益州大都督府长史（628年－742年）
- 皇甫无逸（627年—628年）
- 高士廉（628年—631年）
- 杜文纪（632年）
- 刘德威（635年—636年）
- 裴镜民（637年之前）
- 郭福善（638年之前）
- 裴之隐（贞观年间）
- 陆立素（贞观年间）
- 唐皎（贞观年间）
- 长孙操（贞观年间）
- 宋卓然（贞观年间）
- 卢承庆（永徽初年）
- 张绪（永徽后期）
- 高履行（652年—659年）
- 乔师望（660年）
- 萧锐（唐高宗初年）
- 丘行恭（662年）
- 简道通（664年）
- 胡树礼（666年）
- 李崇义（670年—671年）
- 来恒（唐高宗时）
- 杜行敏（唐高宗时）
- 权怀恩（唐高宗时）
- 郑燕基（唐高宗时）
- 李孝逸（677年—683年）
- 李崇真（684年）
- 杜慎行（天授年间）
- 任令辉（692年）
- 李怀远（武周时，未任）
- 齐璿（766年—769年）
- 王及善（长寿年间—697年）
- 姚璹（697年）
- 张文感（武周时）
- 武尚宾（武周时）
- 李道广（700年）
- 张知泰（长安初年）
- 苏味道（长安年间—705年）
- 崔敬嗣（705年）
- 崔玄暐（705年）
- 邓某（神龙年间）
- 苏味道（神龙年间，未任）
- 裴元质（708年）
- 毕构（景龙年间）
- 李思训（景云初年）
- 窦怀贞（710年—711年）
- 毕构（711年—712年）
- 毕构（712年）
- 魏奉古（713年）
- 毕构（713年）
- 陆象先（713年—715年）
- 韦抗（715年—716年）
- 齐景胄（717年—718年）
- 刘知柔（719年—720年）
- 剑南节度使（719年之后）